# Robins Air Force Base
La Robins Air Force base est une importante base aérienne de l'United States Air Force. Elle se situe dans l'état de Géorgie, à environ 150 km au sud-est d'Atlanta.
La base est créée en 1942, pendant la Seconde Guerre mondiale, elle a vocation à héberger des activités de maintenance, d'essais, de réparation et de modernisation d'aéronefs, vocation qu'elle a conservé depuis. 